# Torresmenudas (kommunhuvudort)
Torresmenudas är en kommunhuvudort i Spanien. Den ligger i provinsen Provincia de Salamanca och regionen Kastilien och Leon, i den centrala delen av landet, 190 km väster om huvudstaden Madrid. Torresmenudas ligger 790 meter över havet och antalet invånare är 207.
Terrängen runt Torresmenudas är platt. Runt Torresmenudas är det glesbefolkat, med 17 invånare per kvadratkilometer. Närmaste större samhälle är Salamanca, 18,0 km sydost om Torresmenudas. Trakten runt Torresmenudas består till största delen av jordbruksmark.